# Colin Brittain
Colin Cunningham, connu sous le nom de Colin « Doc » Brittain, né le 29 décembre 1986 à Pensacola en Floride, est un auteur-compositeur, producteur et musicien américain qui est signé chez Warner Chappell Music .
Il rejoint Linkin Park en novembre 2024 et devient le nouveau batteur du groupe suite au départ de l'ancien batteur, Rob Bourdon.
Avant de rejoindre Linkin Park, il a écrit et produit pour des groupes tels que Papa Roach, 311, A Day to Remember, Foundry, Dashboard Confessional, 5 Seconds of Summer, From Ashes to New et One Ok Rock .

## Débuts
Brittain a commencé sa carrière en 2011 en jouant de la batterie dans le groupe Oh No Fiasco. Ce dernier a signé chez Five Seven Music où ils ont sorti leur premier EP, No One's Gotta Know, en 2013. La même année, ils étaient censés sortir un album mais n'a jamais été publié. Le groupe se sépare la même année, jouant son dernier concert le 10 mars 2013. Par la suite, Brittain a continué à travailler comme producteur.
En 2024, il rejoint le groupe Linkin Park en tant que nouveau batteur après que le batteur original Rob Bourdon ait refusé de revenir au sein du groupe. Brittain est l'un des deux nouveaux membres aux côtés de la chanteuse Emily Armstrong, qui remplace Chester Bennington .

## Discographie
| Année | Artiste                                | Chanson | Album                                                        | Label                          | En tant que                                                |
| ----- | -------------------------------------- | --- | ------------------------------------------------------------ | ------------------------------ | ---------------------------------------------------------- |
| 2014  | Dark Waves                             | «Outsider» | Dark Waves                                                   | Five Seven Music               | Producteur, co-auteur, mixer                               |
| 2014  | 5 Seconds of Summer                    | «Never Be», «Tomorrow Never Dies» | 5 Seconds of Summer                                          | Capitol Records                | Producteur additionnel, ingénieur du son, mixer            |
| 2014  | Beautiful Bodies                       | | Battles                                                      | Epitaph Records                | Co-auteur, producteur additionnel, ingénieur du son, mixer |
| 2015  | Ghost Town                             | «Evolution» | Evolution                                                    | Fueled By Ramen                | Producteur, auteur-compositeur                             |
| 2015  | One OK Rock                            | «Take me to the top»,«Cry », «Good Goodbye» | 35XXXV                                                       | A-Sketch                       | Producteur, co-auteur, mixer                               |
| 2015  | Avicii                                 | «The Nights» | The Days / Nights EP                                         | Island Records                 | Guitare                                                    |
| 2016  | Aimer                                  | «Insane dream», «Closer», «Falling Alone'» | daydream                                                     | SME Records                    | Arrangeur                                                  |
| 2016  | Hello Sleepwalkers                     | «Eyes to the Skies» | Planless Perfection                                          | A-Sketch                       | Producteur, co-auteur, co-compositeur                      |
| 2017  | League of Legends, Against the Current | «Legends Never Die» |                                                              | Riot Games                     | Producteur voix                                            |
| 2017  | One Ok Rock                            | «Ambitions-Introduction-», «Bombs away», «We are», «20/20», «Jaded», «Hard To Love», «I was King», «Listen», «Bon Voyage», «Start Again», «Take what you want»                 | Ambitions                                                    | A-Sketch,Fueled by Ramen       | Producteur                                                 |
| 2017  | Logan Henderson                        | «Sleepwalker», «Bite My Tongue», «Speak of the Devil» | Echoes of Departure and the Endless Street of Dreams - Pt. 1 | Herø                           | Compositeur, auteur, producteur                            |
| 2017  | Papa Roach                             | «Crooked Teeth», «My Medication», «Periscope», «Help», «Sunrise Trailer Park (avec MGK)», «Traumatic», «None of the Above»                                                     | Crooked Teeth                                                | Eleven Seven Music             | Compositeur, producteur, mixer                             |
| 2017  | All Time Low                           | «Dirty Laundry», «Nice2KnoU», «Afterglow», «Good Times» | Last Young Renegade                                          | Fueled by Ramen                | Compositeur, producteur, mixer                             |
| 2018  | Hands Like Houses                      | | Anon.                                                        | Hopeless Records               | Compositeur, auteur, producteur                            |
| 2018  | All Time Low                           | «Everything Is Fine», «Birthday» | singles                                                      | Fueled by Ramen                | Compositeur, producteur, mixerr                            |
| 2018  | Basement                               | | Beside Myself                                                | Fueled By Ramen, Run For Cover | Producteur, musicien additionnel                           |
| 2018  | From Ashes to New                      | «Nowhere to Run» | The Future                                                   | Better Noise Records           | Compositeur, producteur, mixer                             |
| 2018  | Keith Wallen                           | «Four Letter Words», «Summer Sunday» | Singles                                                      | Independent                    | Producteur                                                 |
| 2019  | Papa Roach                             | «The Ending», «Renegade Music», «Not the Only One», «Who Do You Trust?», «Elevate», «Come Around», «Feel Like Home», «Problems», «I Suffer Well», «Maniac», «Better Than Life» | Who Do You Trust?                                            | Eleven Seven Music             | Compositeur, auteur, producteur, mixer                     |
| 2019  | One Ok Rock                            | «Worst In Me» | Eye of the Storm                                             | A-Sketch                       | Compositeur, producteur, mixer                             |
| 2019  | Dreamers                               | «Vampire in the Sun» | Launch, Fly, Land                                            | Fairfax Recordings             | Compositeur, producteur, mixer                             |
| 2019  | A Day to Remember                      | | You're Welcome                                               | Fueled by Ramen                | Compositeur, producteur, mixer                             |
| 2021  | Keith Wallen                           | «Blue» | This World or the Next                                       | BMG                            | Co-auteur                                                  |
| 2022  | 5 Seconds of Summer                    | «You Don't Go To Parties», «Tears!», | 5SOS5                                                        | BMG                            | Compositeur, producteur, mixer, auteur                     |
| 2022  | Five New Old                           | «Happy Sad», «My New Me» | Departure : My New Me                                        | Warner Music Japan             | Producteur                                                 |
| 2023  | Story of the Year                      | | Tear Me to Pieces                                            | SharpTone Records              | Producteur, co-auteur                                      |
| 2024  | 311                                    | «You're Gonna Get It», «Need Somebody», «Mountain Top» | Full Bloom                                                   | BMG                            | Producer, co-auteur                                        |
| 2024  | Linkin Park                            | Tous les morceaux | From Zero                                                    | Warner                         | Batterie, co-producteur                                    |
| 2025  | SixTones                               | «We Are One» | Gold                                                         | SME Japan                      | Compositeur, producteur                                    |
| 2025  | A Day to Remember                      | «Miracle» | Big Ole Album Vol. 1                                         | Fueled By Ramen                | Co-producteur                                              |